# Уцково
Уцково (укр. Уцькове) — село,
Мачулищанский сельский совет,
Путивльский район,
Сумская область,
Украина.
Код КОАТУУ — 5923885402. Население по переписи 2001 года составляло 82 человека.

## Географическое положение
Село Уцково находится на берегу реки Берюшка,
выше по течению на расстоянии в 1 км расположено село Семейкино,
ниже по течению на расстоянии в 1 км расположено село Мачулища.

## Экономика
- Свинотоварная ферма.

## Известные люди
В селе родился Герой Советского Союза Павел Мужицкий.